# Giovanni Della Casa

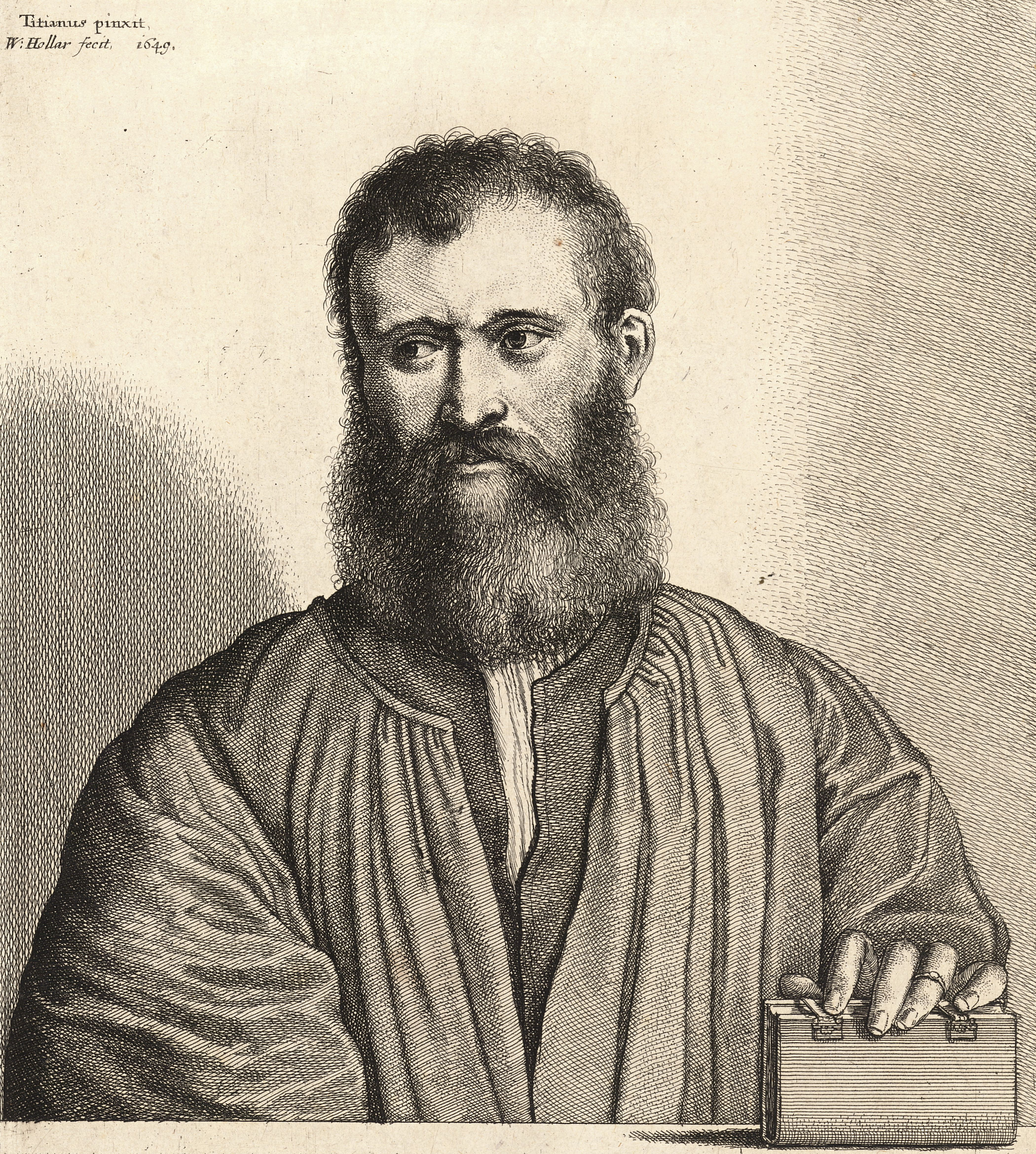
Wenceslas Hollar, Giovanni Della Casa

Giovanni Della Casa, più conosciuto come monsignor Della Casa o monsignor Dellacasa (Borgo San Lorenzo, 28 giugno 1503 – Roma, 14 novembre 1556), è stato un letterato, scrittore e arcivescovo cattolico italiano, noto soprattutto come autore del manuale di belle maniere Galateo overo de' costumi (scritto probabilmente dopo il 1551 a Calvisano, ma pubblicato postumo nel 1558), che fin dalla pubblicazione godette di grande successo.

## Biografia

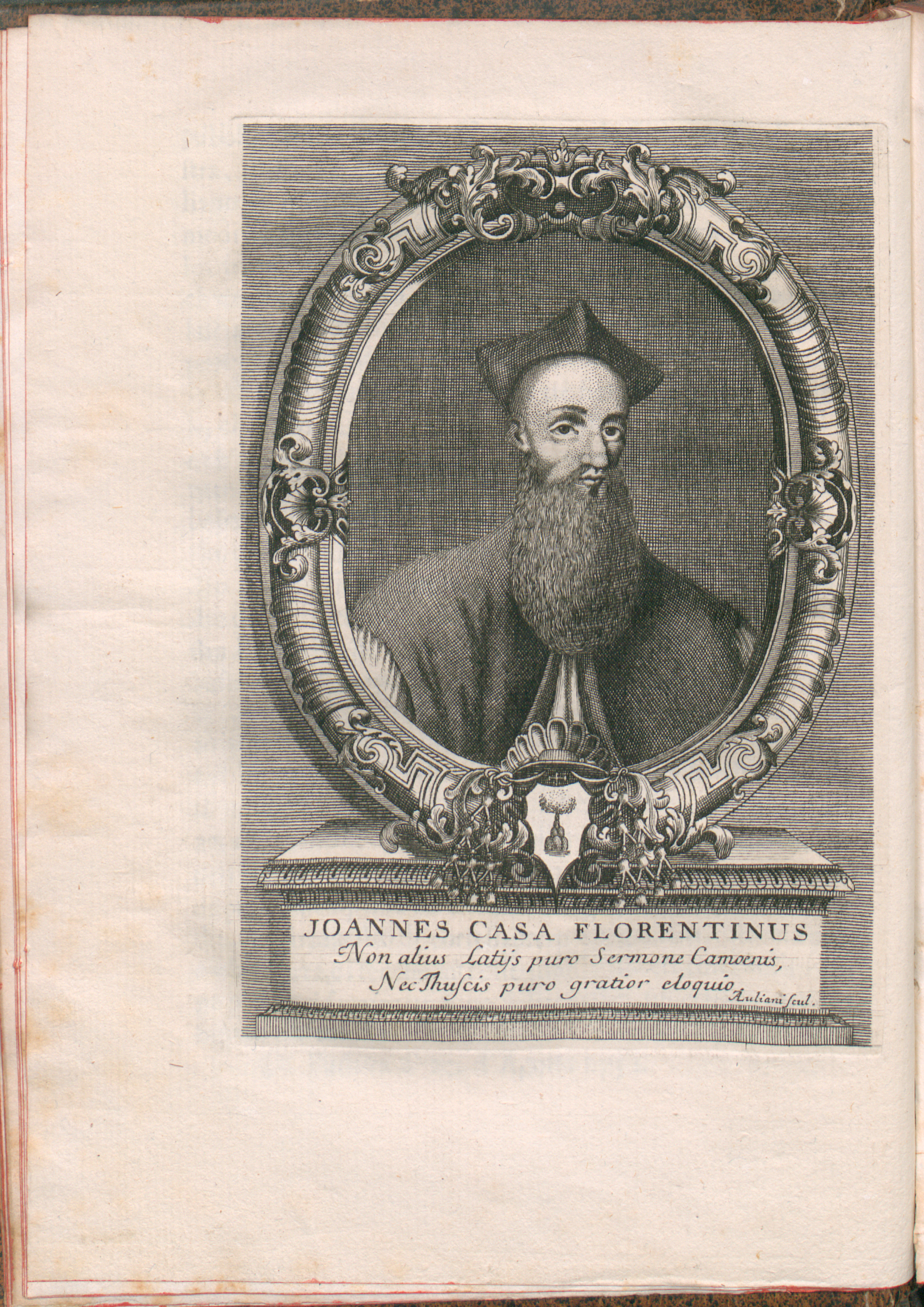
Opere, 1752

Il Della Casa era di origine fiorentina e nacque nel 1503 in località La Casa a Borgo San Lorenzo nel Mugello da Pandolfo della Casa e da Lisabetta Tornabuoni. Studiò a Bologna, a Firenze, sotto la guida di letterati del tempo tra i quali Ubaldino Bandinelli, suo educatore occasionale, e Ludovico Beccadelli, e a Padova. Consigliato da Alessandro Farnese, intorno al 1532 intraprese la carriera ecclesiastica a Roma, considerata come la carriera che garantiva il miglior stile di vita. Arrivò a diventare arcivescovo di Benevento nel 1544 e, nel medesimo anno, Paolo III lo nominò nunzio apostolico a Venezia.
Il Della Casa, che era già conosciuto per la vita mondana, a Venezia trovò il palco ideale delle sue aspirazioni, con il suo palazzetto sul Canal Grande che divenne il luogo d'incontro della migliore nobiltà veneziana assieme ad artisti, poeti e letterati, e divenne lui padre di un figliuolo veneziano. In quest'ultima città redasse numerosi versi e trattati. Le prime opere importanti (tolte le poesie burlesche di gioventù) sono le due Orazioni in volgare dirette alla Repubblica di Venezia e a Carlo V.
Sempre durante il suo soggiorno a Venezia, scrisse in latino ciceroniano il trattatello Quaestio lepidissima: an sit uxor ducenda, ove si interrogava sul valore del matrimonio. L'opera fu tradotta in italiano solo nel 1976, a cura di Luigi Silori, per i tipi di Guida Editore di Napoli. Giovanni Della Casa introdusse il tribunale dell'Inquisizione in Veneto e si occupò dei primi processi contro esponenti della riforma. Nel 1548 compilò un Indice dei libri proibiti, finora mai tradotto. Si conosce tuttavia il commento allo stesso Indice di Pietro Paolo Vergerio, diviso con Della Casa da acerrima inimicizia, presunto autore, inizialmente, del Trattato utilissimo del beneficio di Giesù Cristo crocifisso verso i cristiani, stampato «anonimo a Venezia da Bernardino de' Bindoni nel 1543».
Già messo in cattiva luce per la protezione data al fuggiasco Lorenzino de' Medici nel 1544, non ricevette mai la porpora cardinalizia e con la morte del suo protettore Alessandro Farnese e l'elezione di papa Giulio III cadde in disgrazia. Il Della Casa dovette ben presto lasciare Roma, dove era ritornato nel 1551, e si ritirò quindi a Nervesa, un paese del trevigiano, dove probabilmente scrisse il famoso libro Il Galateo overo de' costumi, così chiamato perché dedicato a monsignor Galeazzo Florimonte, vescovo di Sessa che lo aveva ispirato.
Il testo si richiama ai dettami rinascimentali e propone una serie di consigli e regole tali da consentire una vita armonica e semplice. Allo stesso periodo e alla stessa dimora va assegnato anche il Carminum Liber, una raccolta di componenti di vario genere in latino, in cui utilizza in modo ordinato l'elegia, l'esametro sia satirico che epistolare sulla scia di Orazio, l'epodo (sempre oraziano). Vi si trova poi un gruppo di grandi odi oraziane, una per la morte di Orazio Farnese, duca di Castro, durante l'assedio a Hesdin, un'altra in onore del patrizio fiorentino e amico Pier Vettori, che curava l'edizione dei Latina Monimenta Ioannis Casae nel 1564 presso i Giunta a Firenze.
Le sue liriche misero in evidenza il suo attivismo di ricercatore e curatore dello stile e di un linguaggio originale e articolato. Fu poi richiamato a Roma come segretario di stato da Papa Paolo IV, succeduto a Giulio III. Senza aver ottenuto di diventare cardinale (forse a causa degli scritti licenziosi della gioventù), morì a Roma nel 1556. Edite postume alla morte dell'autore nel 1558, le Rime ebbero largo successo tra i letterati del tempo.
Innovativa nelle Rime fu la tecnica del cosiddetto "legato dellacasiano". Essa consiste nell'infrazione della struttura ritmica del sonetto: il verso è dilatato, ma allo stesso tempo franto dall'enjambement (per il Tasso si parli di "rompimenti" o "inarcature"), che lo inarca nel verso successivo. In questo modo il verso non si conclude alla fine dell'endecasillabo, ma a metà di quello successivo, acquistando così una maggiore estensione e una musicalità nuova. Questo metodo ebbe grande influenza sui lirici del Cinquecento, sul Tasso e più tardi sul Foscolo.

## Curiosità
A Giovanni Della Casa è stata anche dedicata la scuola media di Borgo San Lorenzo, via Don Minzoni.
A Giovanni Della Casa e al suo Galateo lo scrittore irlandese Laurence Sterne, nel suo famoso e colossale romanzo Vita e opinioni di Tristram Shandy, gentiluomo, dedica, con spirito ironico e pungente, parte del capitolo XVI del Volume V di questa stessa opera, traducendo il nome di Giovanni Della Casa in John de la Casse.

## Opere

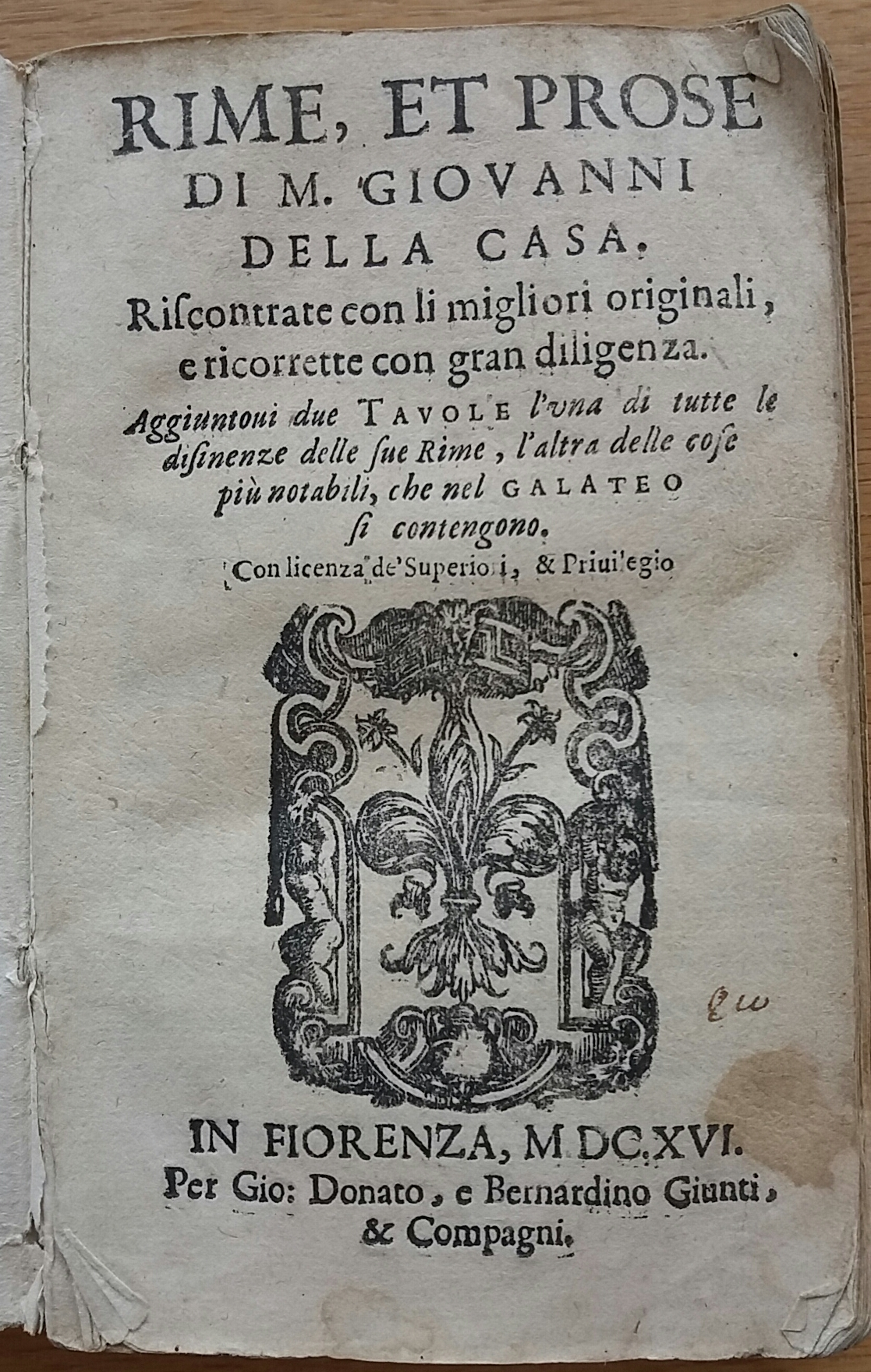
Copia presso la Biblioteca San Giorgio

- Opere di monsignor Giovanni della Casa, Milano, dalla società tipografica de' classici italiani, 1806, vol. I, vol. II, vol. III, vol. IV.
- Rime, et prose di M. Giovanni della Casa. Impresse in Vinegia, per Nicolo Bevilacqua, nel mese d'ottobre, 1558.
- Rime e prose di M. Giovanni della Casa. In questa Ristampa di molto accresciute, e ricorrette. In Napoli per lo Stampator Niccolò Naso al largo di S. Domenico Soriano, 1761.
- Opere di Giovanni Della Casa e altri trattatisti cinquecenteschi del comportamento, a cura di Arnaldo Di Benedetto, Torino, Utet, 1991 (seconda edizione).
- Giovanni della Casa, [Opere. Poesia], In Venezia, Appresso Angiolo Pasinelli, 1752.
- Giovanni della Casa, [Opere. Prosa], In Venezia, Appresso Angiolo Pasinelli, 1752.
- Giovanni della Casa, [Opere. Lettere e carteggi], In Venezia, Appresso Angiolo Pasinelli, 1752.